# Doppia programmazione
La doppia programmazione, anche nota come doppio spettacolo, era un fenomeno dell'industria cinematografica nel quale i gestori cinematografici avrebbero proiettato due film al prezzo di uno, soppiantando un formato precedente nel quale sarebbero stati proiettati un film e varie bobine di cortometraggi.

## Origine e formato
La doppia programmazione è nata negli anni '30. Prima degli anni '30, il modello di presentazione dominante consisteva in:
- Uno o più spettacoli dal vivo
- Un cortometraggio d'animazione
- Uno o più cortometraggi comici dal vivo
- Uno o più cortometraggi di novità
- Un cinegiornale
- Il film principale

Con l'arrivo diffuso dei film sonori nei cinema americani nel 1929, molti gestori indipendenti iniziarono a rinunciare al modello di presentazione allora dominante. I cinema subirono una calo degli introiti nei primi anni della Grande depressione.
I proprietari dei cinema pensarono che avrebbero attratto più clienti e risparmiato sui costi se avessero offerto due film al prezzo di uno. La tattica funzionò, il pubblico considerò il costo di un biglietto del cinema vantaggioso per diverse ore di evasione e intrattenimento vario, e la pratica diventò un modello standard di programmazione.
Nella doppia programmazione tipica degli anni '30, la proiezione iniziava con un programma di varietà composto da trailer, un cinegiornale, un cartone animato e/o un cortometraggio che precedeva un secondo lungometraggio a basso budget (il B movie), seguito da un breve interludio. Infine, veniva proiettato un film ad alto budget (A movie).
Un cinema di periferia (detto in inglese neighborhood theatre) con un doppio lungometraggio incassava più di un costoso cinema di prima visione con in programma un solo film. I principali studi di produzione ne presero atto e iniziarono a realizzare i propri B movie usando i tecnici e i set dello studio e facendo recitare astri nascenti o attori famosi in declino. I principali studi realizzarono serie di film con personaggi ricorrenti.
Sebbene il doppio lungometraggio abbia causato la rovina di molti produttori di cortometraggi comici, è stata la principale fonte di entrate per i piccoli studi di Hollywood, come la Republic e la Monogram, specializzati nella produzione di B movie.

## Declino

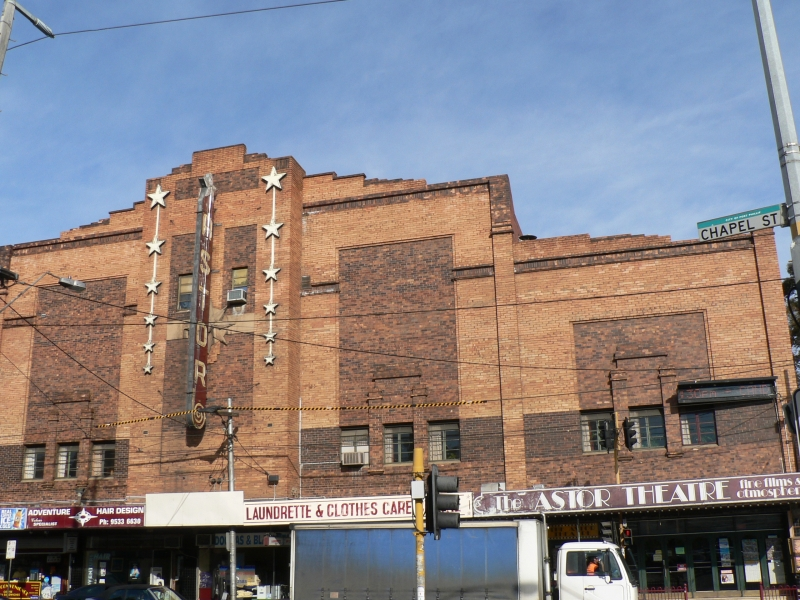
The Astor Theatre di Melbourne, Australia, ha mostrato doppi spettacoli sin dalla sua apertura nel 1936.

La doppia programmazione è nata in parte a causa di una pratica in studio nota come "block booking", una forma di legame in cui i principali studi di Hollywood richiedevano ai teatri di acquistare B-movie insieme ai film più desiderabili. La Corte Suprema degli Stati Uniti ha deciso che questa pratica era illegale nel processo United States v. Paramount Pictures, Inc. del 1948, contribuendo così alla fine dello studio system.
Anche dopo che il requisito dello studio è stato abbandonato, molti cinema di quartiere più piccoli o indipendenti, in particolare i cinema drive-in, hanno cercato doppie programmazione per aumentare il patrocinio. Alla fine degli anni '40 i doppi lungometraggi erano una politica regolare al 29% dei cinema americani con il 36% che li aveva part-time. Dopo il Paramount Decree le fonti del secondo film erano cambiate. La seconda programmazione poteva essere:
- un'importante riedizione in studio di un film precedente,
- un film più vecchio ripubblicato da aziende specializzate nell'acquisizione e nel rilascio di film più vecchi come la Realart e la Astor Pictures,
- un film a basso budget contratto da uno studio più piccolo.

James H. Nicholson e Samuel Z. Arkoff fondarono la loro American International Pictures con l'idea di fornire una doppia programmazione di due B movies ad un prezzo spesso inferiore al prezzo di un singolo film, o di prendere una percentuale inferiore delle entrate del cinema rispetto alle maggiori studios.
A partire dagli anni '60, i doppi spettacoli erano stati in gran parte abbandonati nei cinema non drive-in a favore della moderna proiezione di singoli, in cui è proiettato un solo film. Tuttavia, i doppi spettacoli di serie popolari che in precedenza erano stati gestiti come un singolo film come il film di spionaggio di James Bond e Matt Helm e lo spaghetti western Un dollaro tra i denti sono stati ripubblicati insieme dagli studi principali.
Sebbene la maggior parte dei cinema abbia interrotto la pratica della doppia programmazione, l'Astor Theatre di St Kilda (Melbourne, Australia), fondato nel 1936, ad esempio, continua la tradizione dal fascino nostalgico del doppio spettacolo fino ai giorni nostri.
I cortometraggi ancora occasionalmente precedono la presentazione dei film (i film Pixar in genere presentano un cortometraggio, ad esempio), ma il doppio lungometraggio è ora effettivamente estinto nei cinema di prima visione negli Stati Uniti.
Dopo il successo di Chi ha incastrato Roger Rabbit, tre cortometraggi d'animazione di Roger Rabbit sono stati creati per essere mostrati come preludi ad altri film Disney, nel tentativo di rilanciare la visione di cortometraggi di cartoni animati prima di film importanti. Ne furono realizzati solo tre e lo schema si rivelò un fallimento.
Molte case di repertorio continuano a mostrare due film, generalmente legati in qualche modo, uno dietro l'altro.
Durante gli anni '90, molte cassette VHS che mostravano due film sullo stesso nastro (il secondo era spesso un sequel del primo film) sono state autoproclamate "double features."
Nel 2007, i registi Quentin Tarantino e Robert Rodriguez hanno distribuito i loro film individuali Planet Terror e Death Proof come doppio lungometraggio con il titolo Grindhouse, montati insieme con falsi trailers di film exploitation degli anni '70 per replicare l'esperienza di vedere un doppio film in un teatro grindhouse. Sebbene Grindhouse abbia ricevuto il plauso della critica, è stato un completo fallimento finanziario negli Stati Uniti. I film sono stati proiettati individualmente nei mercati internazionali e su DVD.
Un altro doppio lungometraggio recente è stato il Duel Project, quando i registi giapponesi Ryūhei Kitamura e Yukihiko Tsutsumi hanno creato film in competizione per essere proiettati e votati dal pubblico principale.

## Esempi di doppia programmazione
| Anno | Film #1                                                 | Film #2                                                     | Casa di distribuzione                        | Note          |
| ---- | ------------------------------------------------------- | ----------------------------------------------------------- | -------------------------------------------- | ------------- |
| 1957 | La casa dei mostri (The Unearthly)                      | Beginning of the End                                        | Republic Pictures                            | [ 4 ] [ 5 ]   |
| 1957 | Prigionieri dell'eternità (The Man Who Turned to Stone) | Il segreto di Mora Tau (Zombies of Mora Tau)                | Columbia Pictures                            | [ 6 ] [ 7 ]   |
| 1957 | The Unknown Terror                                      | Back from the Dead                                          | 20th Century Fox                             | [ 8 ]         |
| 1957 | From Hell It Came                                       | The Disembodied                                             | Allied Artists                               | [ 9 ]         |
| 1959 | The Giant Gila Monster                                  | The Killer Shrews - Toporagni assassini (The Killer Shrews) | McLendon-Radio Pictures Distributing Company |               |
| 1959 | Beast from Haunted Cave                                 | La donna vespa (The Wasp Woman)                             | Filmgroup                                    | [ 10 ] [ 11 ] |
| 1959 | Gigantis the Fire Monster                               | Teenagers from Outer Space                                  | Warner Bros.                                 | [ 12 ]        |